# Јуџини Бушард
Јуџини Бушард (фр. Eugenie Bouchard; Вестмаунт, 25. фебруара 1994) канадска је тенисерка.

## Каријера
У јуну 2008. Бушардова је наступила на ИТФ турниру у Самтеру. Прву ИТФ титулу је освојила у Барнију (Аустралија) у фебруару 2011. године, победом против кинеске тенисерке Џенг Сајсај. Освојила је шест ИТФ титула у синглу и једну у дублу.
У главном жребу неког ВТА турнира, играла је први пут у јулу 2011. године, на турниру у Вашингтону. Следеће године је стигла до четвртфинала у Вашингтону, након што је избацила осму носитељку Олгу Говорцову.
Бушардова је 2012, победом на Вимблдону, постала прва Канађанка која је освојила гренд слем титулу у јуниорској конкуренцији. Након ове титуле доспела је на друго место ранг листе у јуниорској конкуренцији. Први велики успех је постигла на ВТА турниру у Чарлстону 2013. године, где је избачена у четвртфиналу од српске тенисерке Јелене Јанковић. На крају 2013. освојила је ВТА награду за најбољег новајлију у женској конкуренцији. Највећи успех у каријери јој је финале на Вимблдону 2014, чиме је постала прва Канађанка која је успела да се пласира у финале неког гренд слем турнира. Уласком у финале Вимблдона Бушардова се пласирала на 7. место на светској ВТА ранг листи, чиме је постала најбоље рангирана Канађанка у историји тениса. Дана 20. октобра 2014. године је остварила најбољи пласман на ВТА листи када је била пета тенисерка света.
Та 2014. година јој је уједно била и најуспешнија у читавој каријери, дошла је и до прве титуле у Нирнбергу.
Године 2015. је била далеко мање успешна. Бушарова је на многим турнирима испадала у 1. колу. Од бољих резултата издвајају се четвртфинале Аустралијан Опена и 4. коло УС Опена где је морала да преда меч Роберти Винчи због потреса мозга који је задобила.
У 2016. години играла је два ВТА финала и то у Хобарту почетком године где је поражена од Ализ Корне и финале у Малезији у марту где је изгубила од Елине Свитолине.
Године 2017. играла је одлично на турниру у Сиднеју где је догурала до полуфинала. Играла је и 3. коло Аустралијан Опена те године. Добар резултат остварила је и у Мадриду где је дошла до четвртфинала. Тамо је победила две врхунске тенисерке - Марију Шарапову и Анџелик Кербер.
Почетком 2018. Бушар није најбоље играла. Дошла је до четвртфинала Тајпеја. Те године она креће сарадњу са Михаелом Џојсом. Играла је полуфинале у Гштаду где је морала да преда меч Францускињи Ализ Корне, а играла је и полуфинале Луксембурга.
У 2019. години је већ на првом турниру дошла до своје прве дубл титуле заједно са својом партнерком Софијом Кенин у Окланду. Тамо је догурала и до четвртфинала турнира у сингл конкуренцији. Дошла је и до 2. кола Аустралијан Опена и 2. кола Дубајија. На осталим турнирима испадала је у првом колу и то чак 9 пута заредом. Крајем јула 2019. Ежени Бушар добија новог тренера Џорџа Тодера из Аргентине. Њен предстојећи турнир је УС Опен.
Контроверзе
Током каријере је имала неколико контроверзних потеза. У априлу 2014. одбила је да пружи руку противници Александри Дулгеру на жребу уочи меча са Румунијом у Фед купу.
Крајем 2015. поднела је тужбу против Тениског савеза САД, пошто се током последњег гренд слем турнира у сезони оклизнула у свлачионици, пала и добила потрес мозга. Бушард је у тужби навела да је после пада 4. септембра, претрпела велики бол и финансијски губитак и пред Окружним судом у Бруклину затражила одштету од Тениског савеза САД.

## Лични живот
Њој и њеној сестри близнакињи Беатрис имена су дата по ћеркама принца Ендруа, војводе од Јорка. Има још једну млађу сестру и брата, Шарлота (рођена 1995) и Вилијам (рођен 1999).

## Награде и признања
- 2013 – Најбоља нова тенисерка[4][5]
- 2013 – Најбоља канадска тенисерка[10]
- 2013 – Bobbie Rosenfeld Award[11]
- 2014 – Канадска спортисткиња године[12]
- 2014 – Тенисерка која је највише напредовала[13]
- 2014 – Најбоља канадска тенисерка[14]
- 2014 – Bobbie Rosenfeld Award[15]
- 2015 – Најбоља канадска тенисерка[16]
- 2016 – Најбоља канадска тенисерка[17]

## Гренд слем финала

### Појединачно 1 (0-1)
| Исход  | Година | Турнир   | Подлога | Противница    | Резултат |
| Финале | 2014.  | Вимблдон | Трава   | Петра Квитова | 3–6, 0–6 |

## Учешће на гренд слем турнирима
| Гренд слем                    |     |      |     |     |     |     |     |        |       |     |
| Отворено првенство Аустралије | КВ2 | ПФ   | ЧФ  | 2К  | 3К  | 2К  | 2K  | 0 / 6  | 14–6  | 75% |
| Ролан Гарос                   | 2К  | ПФ   | 1К  | 2К  | 2К  | КВ1 | 1K  | 0 / 6  | 8–6   | 62% |
| Вимблдон                      | 3К  | Ф    | 1К  | 3К  | 1К  | 2К  | 1K  | 0 / 7  | 11–7  | 67% |
| Отворено првенство САД        | 2К  | 4К   | 4К  | 1К  | 1К  | 2К  |     | 0 / 6  | 8–5   | 60% |
| Поб/Пор                       | 4–3 | 19–4 | 7–3 | 4–4 | 3–4 | 3–3 | 1–3 | 0 / 25 | 41–24 | 69% |

## ВТА финала

### Појединачно: 7 (1–6)
| Легенда                   |
| ------------------------- |
| Гренд слем (0–1)          |
| Првенство ВТА (0–0)       |
| Премијер турнири 5 (0–1)  |
| Премијер (0–0)            |
| Међународни турнири (1–4) |

| Подлога     |
| ----------- |
| Бетон (0–4) |
| Трава (0–1) |
| Шљака (1–1) |
| Тепих (0–0) |

| Исход  | Бр. | Датум         | Категорија   | Турнир        | Подлога | Противница         | Резултат           |
| ------ | --- | ------------- | ------------ | ------------- | ------- | ------------------ | ------------------ |
| Финале | 1.  | 13. окт. 2013 | Међ. турнири | Токио         | Бетон   | Саманта Стосур     | 6–3, 5–7, 2–6      |
| Победа | 1.  | 24. мај 2014  | Међ. турнири | Нирнберг      | Шљака   | Каролина Плишкова  | 6–2, 4–6, 6–3      |
| Финале | 2.  | 5. јул 2014   | Гренд слем   | Вимблдон      | Трава   | Петра Квитова      | 3–6, 0–6           |
| Финале | 3.  | 27. сеп. 2014 | Премијер 5   | Вухан опен    | Бетон   | Петра Квитова      | 3–6, 4–6           |
| Финале | 4.  | 16. јан. 2016 | Међ. турнири | Хобарт        | Бетон   | Ализе Корне        | 1–6, 2–6           |
| Финале | 5.  | 6. март 2016  | Међ. турнири | Малезија опен | Бетон   | Елина Свитолина    | 7–6(7–5), 4–6, 5–7 |
| Финале | 6.  | 13. сеп. 2020 | Међ. турнири | Истанбул куп  | Шљака   | Патрича Марија Циг | 6–2, 1–6, 6–7(4–7) |